# عبد المنعم فقيه
 عبد المنعم فقيه (1918 - 8 آذار 2002) شاعر لبناني من جبل عامل وهو من شعراء الزجل المشهورين. اقترن اسم بلدة عين قانا الواقعة في قضاء النبطية في جنوب لبنان بإسمه، حيث حملها معه أينما ذهب، وبات أبناء القرية يعرفون عن أنفسهم بأنهم من قريته.
من مواليد عين قانا 1918 أحبّ الشعر منذ صغره. وفي العام 1944 لمع نجم عبد المنعم فقيه وهو في سن الطفولة وذلك بعدما تلا قصيدة في قربة جباع الحلاوي الجنوبية خلال مباراة زجلية لجوقة شحرور الوادي التي كان ابن خالته موسى شريم عضوا فيها.

## انتسابه لأول جوقة زجلية
في العام 1947 انتسب إلى جوقة زجلية التي ضمت إلى جانبه وليم صعب ونعمة زيادة ومالك شعبان. وفي العام نفسه شكّل والسيد محمد المصطفى واسعد سعيدوعبد الجليل وهبي جوقة الرابطة العاملية التي استمرت لمدة عشر سنوات.
في العام 1957 انتقل أبو أسعد إلى جوقة المنتخب الفني إلى جانب طانيوس الحملاوي وعلي الحاج البعلبكي وجورج بو أنطون.

## أعماله
اشتهر أبو أسعد بالقصيدة الشعبية التي تنقل واقع القرية وباتت قصائده صورا تراثية. وفي العام 1956 نشر عبد المنعم فقيه أول مطبوعة زجلية بعنوان «صور من القرية» جمع فيها عددا من قصائده التي يتحدث فيها عن عناصر الطبيعة المؤثرة.

## أعماله الفنية
لم تقتصر شهرة عبد المنعم فقيه على المنبر الزجلي والمنابر الاجتماعية بل كان لديه تعاوننا مع أشهر المطربين اللبنانيين وأغنى الإذاعة اللبنانية بمئات القصائد والمؤلفات نذكر منها تعاونه مع الملحنيّن محمد محسن وابن أخته محمود عجروش حيث غنت نجاح سلام وحيات عينو الأسمر بريدو ونور الهدى حليوة حليوة من ألحان محسن وغنّت سامية كنعان اشتقنا لجباع وجزين من ألحان عجروش كما غنت له طروب ومنى جعجع وسهام الشماس وحماد الصفطلي وغنّى له نصري شمس الدين ولحّن له سهيل عرفه وعفيف رضوان وجورج ثابت وغيرهم. إضافة إلى العديد من المواويل والموشحات كـ وديع الصافي وصباح وسمير يزبك كما يعود مطلع كنتي بنت ثلاث سنين التي غناها جورج وسوف لعبد المنعم فقيه.

## مباريات الزجل
كان للمباريات الزجلية دور تنافسي في مسيرة عبد المنعم فقيه وكان أشهر مبراياته في 1960 والعام 1967 في بلدة جباع.